# 旗巻峠の戦い
旗巻峠の戦い（はたまきとうげのたたかい）は、戊辰戦争時、仙台藩と相馬中村藩の境にある要所を巡って行われた新政府軍と旧幕府軍との一連の戦いの総称である。
戦いの結果、旗巻峠と駒ケ嶺は新政府の制圧するところとなり、仙台藩は戊辰戦争において初めて領内に新政府軍の侵入を許した。
仙台藩は数度に渡り奪還のための兵を送るが、いずれも失敗に終わって藩論は降伏へと傾くことになる。

## 背景

### 新政府

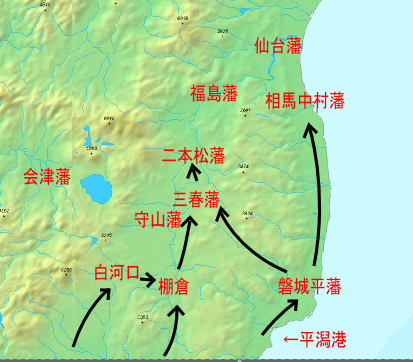
新政府軍進路-8月7日時点

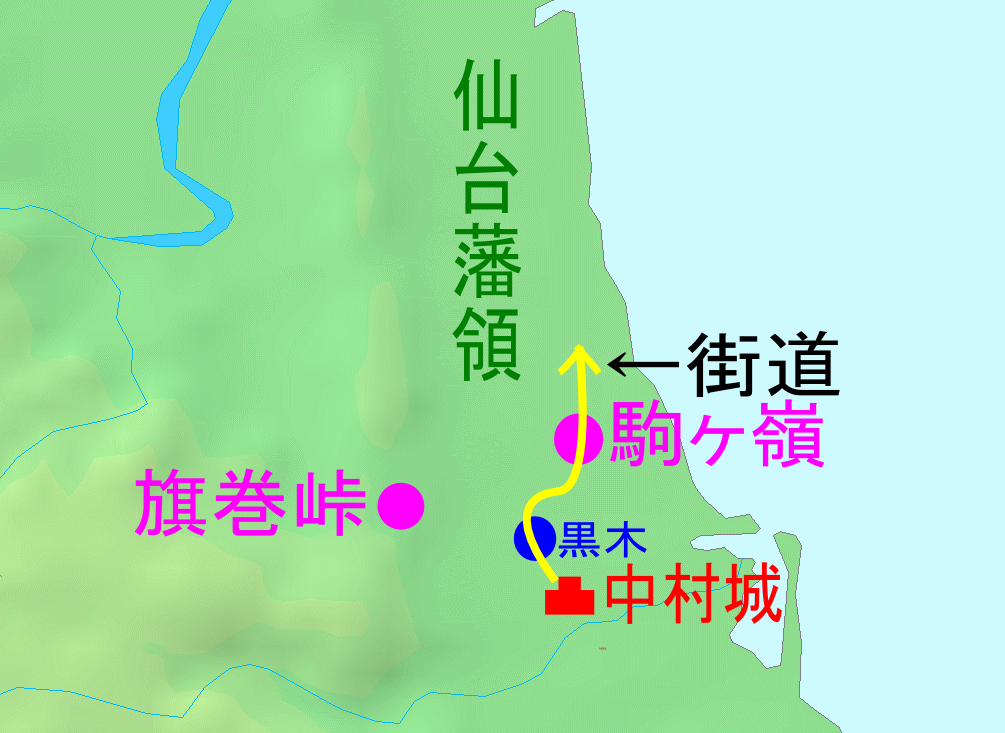
駒ヶ嶺、旗巻峠の位置関係概略図

新政府軍
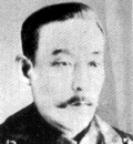
仙台追討総督四条隆謌
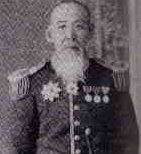
参謀河田景与

慶応4年（1868年）8月7日、仙台追討総督四条隆謌率いる新政府軍は平潟上陸から相馬中村藩の降伏に至るまでの磐城の戦いを終え、中村藩の中村城に入城した。中村城に入った兵力は3,000名ほどであり、仙台藩を単身で攻めるには兵力が不足していた。
当時、新政府軍は北越戦争に大兵力を投じており、新政府軍は援軍として新編成の徴兵隊を編成していたものの未だ最初の一隊を編成し終えた所であった。
西の二本松城には同規模の兵力を持つ白河口方面軍がいたが、8月7日時点の白河口方面軍は身動きがとれない状況にあった。それは東京の新政府大都督府と現地指揮官との意見の対立が原因であり、新政府大都督府の大村益次郎は北上して四条の軍と共同して仙台藩を攻める戦略を主張、板垣退助・伊地知正治ら現地指揮官は単独での会津攻撃を提案してお互いに譲らない。大村が折れるまで、まだ若干の日数を要した。
こうして、手持ちの戦力でやりくりするしかない四条軍だったが、四条は参謀木梨精一郎、河田景与（佐久馬から改名）との協議の末、白河口方面軍を待たずに単独で仙台藩に攻め込むことを即日で決定。積極果敢な判断をした四条だが、この時点で四条の軍は北に突出し、すでに西の白河口方面軍と連携がとれない位置に進出していた。大山柏が著作中で指摘しているように、一度大敗すれば、各個撃破されかねない危険性があった。また、徳川家家職の海軍副総裁榎本武揚の率いる榎本艦隊も蝦夷共和国建国に向けた動きを見せており、太平洋沿岸の制海権においても不安があった。

### 仙台藩

仙台藩
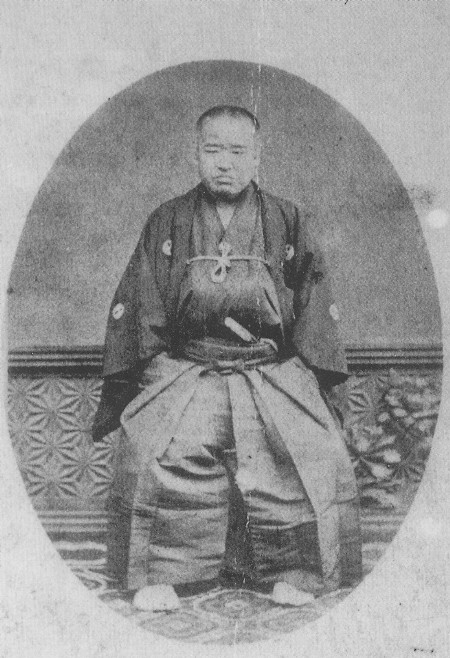
仙台藩主伊達慶邦

元は会津藩、庄内藩の朝敵赦免を目的として結成された奥羽越列藩同盟だが、長州藩士世良修蔵の殺害によって新政府との対決に大きく舵をとり、北方政権の樹立を目指していた。仙台藩は実質石高100万石とも言われる国力と輪王寺宮公現法親王を領内に迎えたことから盟主となる。仙台藩は盟主として北越方面、秋田方面、白河口方面、磐城方面に兵を送っていたが、旧態依然の兵装、戦術だったこともあり各地で敗北を喫した。
磐城は全域が新政府軍の支配下に入り、白河口方面では須賀川に留まって白河城奪回を狙っていた会津藩、仙台藩、二本松藩の部隊があったが、守山藩、三春藩の寝返りによって敵中に孤立し、会津藩経由で仙台藩への撤退を余儀なくされていた。奮闘していた二本松藩は本城を落とされ、会津藩は直接侵攻可能な位置に新政府軍を迎えることになった。仙台藩も中村城という仙台領まで7kmという位置に新政府軍が入り、新政府軍の領内侵攻はもはや現実的な脅威だった。
中村城からは陸前浜街道が仙台藩へ向けて伸びており、街道は藩境で「駒ヶ嶺（標高50m内外）」を通過する。駒ヶ嶺はかつて伊達政宗が相馬氏から奪った要害であったが、今回は新政府を防ぐための重要防衛拠点となった。中村城の北西には標高260mの旗巻峠があり、旗巻峠からは中村城を眼下に一望できる上、峠を駆け下りれば一息に中村城を強襲できる位置にあった。仙台藩は駒ヶ嶺と旗巻峠の2ヶ所を重要な拠点と定め、それぞれに兵を配置した。

## 対峙した戦力

### 新政府軍
長州藩を中心に各藩兵、および降伏したばかりの中村藩兵によって構成される約3,000名。司令官は四条であり、その下に実戦指揮官の木梨と河田の両参謀がついていた。
率いられる兵力の内訳は長州藩800名、福岡藩400名、広島藩400名、鳥取藩300名、津藩100名、熊本藩500名、徴兵7番隊400-500名、久留米藩不明。加えて、降伏したばかりの中村藩兵5小隊、1砲隊（人数不明）が新政府軍に組み込まれ、中村藩の農兵、軍夫合わせて2,800名を編成中だった。

### 仙台藩
仙台藩は駒ヶ嶺に駒ヶ嶺総督の石田正親を2,000の兵と共に配置。他にも中村城の北西にある標高260mの旗巻峠に本吉郡松岩領主の鮎貝太郎平を1,200の兵と共に配置、白河口から連戦を続ける鴉組の細谷直英も副参謀として加わっていた。旗巻峠からは中村城を眼下に一望できるため、新政府軍が駒ヶ嶺に兵を動かせば中村城へ強襲するか、もしくは駒ヶ嶺の援護に回って新政府軍を挟撃する役割が与えられている。
仙台藩は他にも武装（後装式銃、アームストロング砲）、戦術を洋化した額兵隊を星恂太郎の元で編成しつつあったが、未だ兵備の途中であった。代わりに駒ヶ嶺への協力は元込め銃の一部の供給とアームストロング砲の貸与を行った。
また、仙台藩は中村藩の降伏の動きを察して中村藩を牽制すべく北西2kmの黒木に一部兵力を集結させていたが、中村藩の降伏と新政府軍入城は迅速であったため、7日の時点で黒木に集結した仙台藩兵は進軍か退却か方針を決し得ない状態だった。。

#### 仙台藩兵の特徴
仙台藩は62万石の大藩であり、実石高は100万石にも及ぶと評されたが、新田開発によって得たそれらの土地は一門や重臣の知行地が多くを占めていた。
藩が動かせる兵力は7,000名程度と評価されていたが、藩一門らの供出する兵力は指揮系統が統一されておらず、兵装と戦術（密集突撃）も旧態依然のままだった。これまでの敗戦から仙台藩も不足を把握し、額兵隊の編成と同時に洋式銃の購入を急いでいたが、粗悪品を売りつけられるなど成果は捗々しくなかった。
戦術においてはこれまでの交戦により、砲撃の被害を最低限に抑えるため散開戦術を取るようになっていたが、未だ銃器の多くは火縄銃を始めとする前装式の銃が占めていた。

## 黒木の戦い
7日、新政府軍は黒木の仙台藩兵に向け、降伏したばかりの中村藩兵に攻撃を命じる。中村藩は磐城の戦いの終結までは仙台藩と肩を並べて戦っていたが、今度は新政府軍の一員として奮戦する必要があった。中村藩は5小隊と1砲隊をもって黒木へ向けて進撃。これを迎え撃つ仙台藩兵は中村藩の降伏で士気が上がらない上、そのかつての友軍の攻勢を受けて戦意を崩壊した部隊が多発し、戦わずして多数の部隊が退却。遠藤主悦の率いる3小隊だけが残されたが、この3小隊は戦意を失わず、踏みとどまって中村藩の攻勢をよく防いだ。この遠藤の働きに一時は後退していた残余の仙台藩の部隊も引き返し、反撃を受けた中村藩は苦境に陥る。
中村藩不利が鮮明になったところで、中村城から長州藩と徴兵隊が救援に出撃。黒木の仙台藩兵は新手を支えきれず壊走し、仙台藩国境まで撤退した。この戦いにおいて新政府軍は黒木まで前進し、仙台藩兵は国境に兵力を集結させた。両軍の死者は中村藩が死者5名、徴兵隊が1名。仙台藩では5名の死者を出した。

### 戦闘後の小競り合い
新政府軍は確保した黒木に陣を置き、福岡藩と中村藩兵に駒ヶ嶺の南にある椎木までの前進を指示した。9日、両藩は椎木まで前進。椎木は駒ヶ嶺の目前にある土地であり、高台となっている地点から駒ヶ嶺への砲撃が可能であったため、危惧を覚えた仙台藩兵は両藩へ向けて攻撃を仕掛ける。駒ヶ嶺を駆け下りての仙台藩の攻勢は数も勢いも仙台側が上回り、両藩はたちまち守勢に立たされた。その救援の使者を受けた新政府軍徴兵隊は兵を二分して本道と間道を前進。仙台藩兵は間道の高台と本道から現れた敵増援によって包囲の危機に立たされ、周囲の民家に火を放ちながら退却した。
翌10日には西の旗巻峠から仙台藩兵が進出し、黒木の北1kmの大坪に姿を表す。駒ヶ嶺方面へ進出した新政府軍の後方をかく乱するための1部隊での襲撃であった。本来は薄明前の到着を企図していた仙台藩兵だったが、山間の道を辿るのに時間を要して大坪への到着は午前8時。朝方の攻勢となり、新政府軍の不意を突くことには失敗していた。それでも新政府軍への後方を脅かすために、低地であった大坪へ下りていった。
新政府軍でこの地域を守備していたのは中村藩の1小隊のみであったが、中村藩兵は大坪が低地であることを嫌って村落東の高台に陣を構えていた。旗巻峠から東進を続けてきた仙台藩は、結果としてその真正面に進出した形になる。たちまち高台からの狙撃にさらされる仙台藩兵であったが、相手が少数ということもあって中村藩の篭る高台へ向かう。
しかし、攻め上ったものの守りは固く、攻めあぐねているうちに新政府側に援軍が到着する。まずは黒木から徴兵隊が駆けつけ、次いで椎木からも新政府部隊が接近するにおよんで仙台藩は攻略を断念。大坪の西へと退却し、旗巻峠に集結して再び新政府軍の隙をうかがうことになる。合流した新政府軍は山地に逃げ込んだ仙台藩兵を追わず、それぞれの陣地へと戻っていった。

## 第一次駒ヶ嶺攻防戦

### それぞれの戦略
11日、新政府軍は駒ヶ嶺の攻略に乗り出す。新政府軍の目指すところは駒ヶ嶺を抜けて北2.5kmにある新地であり、そのために駒ヶ嶺に砲撃可能な椎木の高台へ各藩の砲兵を集結させ、長州藩の1中隊と熊本藩が頃合を見て駒ヶ嶺へ進出する構えだった。また、駒ヶ嶺東の海岸沿い（原釜-今神-今泉）に福岡藩、鳥取藩を配置し、駒ヶ嶺西の2.5kmの菅谷には徴兵隊と久留米藩を配して三方から攻めあがる戦略を立てていた。仙台藩の防衛線の疲弊を新政府軍は企図していた。中村藩兵は先導役として1小隊ずつそれぞれ3隊に配置され、今回も対仙台藩の先頭に立つことになる。予想される旗巻峠方面からの敵増援に対しては、黒木へ至る間道に中村藩、広島藩、津藩、長州藩から部隊を引き抜き、その動きを塞ぐ形になっていた。
仙台藩は目前に展開した新政府軍に合わせて海岸沿いの今泉、駒ヶ嶺、菅谷、そして駒ヶ嶺と菅谷の中間にある曹善堂に陣を構えて新政府軍を待ち受けていた。仙台藩はこれまでの経験から戦術を検討し、胸壁を設置し、浅く塹壕を掘っていた。だが、曹善堂への兵の配置はやや手薄になっており、仙台からの増援を待ちつつ防衛線を構築しようとしていた。

### 戦闘
午前6時、新政府軍の椎木から駒ヶ嶺関門に向けて一斉に砲撃を開始した。砲撃は命中精度が高く、関門の左大門、右大門とも瞬く間に打ち破られた。仙台藩も駒ヶ嶺北の高台から砲撃を返すが、砲撃の密度の差が激しく、多くの仙台藩兵は塹壕に身を隠すしかなかった。新政府軍は仙台藩兵の迎撃が微弱なことを確認して三方に分けた部隊を前進させる。
原釜から海岸線に沿って北上を始めた福岡藩と鳥取藩だったが、行軍中の田畑はその日沼地と化しており進軍に手間取っているうちに、体勢を立て直した今泉方面からの反撃を受けることになった。両藩は砲撃を返すものの、歩兵が遅々として前に進まないために効率がはかばかしくなかった。しばらくして両藩は海岸線に近づくほど泥が深いことに気づき、進路を西よりに変更する。再度前進を始めた両藩だったが、今泉への前進は地勢と反撃に遮られて中々思うとおりには進まなかった。打つ手が尽きた両藩は無理をせず退却を決断し、砲兵の援護によって安全に原釜へと引き上げた。
曹善堂の西には菅谷村落があり、そこにも仙台藩は守備隊を配していた。ここを攻略するために配されたのは久留米藩と徴兵隊で、午前の砲撃と共に菅谷に向けて攻め上がるが、菅谷村落に第一陣地、その北の高台に第二陣地を構えて迎え撃つ仙台藩の体勢は万全だった。新政府軍の攻勢は守備陣地を前に進撃を阻まれ、午後2時まで膠着状態に陥る。新政府軍は菅谷方面の苦戦を連絡し、増援を待つ。その応援の要請を受けたのは、旗巻峠からの襲撃に備えていた津藩100名だった。津藩は旗巻峠からの敵兵が一向に見えないことから、本隊の応援を決断。相馬中村藩1小隊を伴い、午後2時、菅谷に到着する。津藩を加えた菅谷方面は直ちに攻撃を再開し、津藩と中村藩兵の迂回攻撃が功を奏して仙台藩兵はようやく後退を開始する。こうして菅谷村落陣地を手に入れた新政府軍だったが、仙台藩兵は第二陣地の高台に拠って射撃を続け、新政府軍は菅谷陣地で足止めを余儀なくされた。
こうして東の海岸線、西の菅谷が膠着状態に陥った新政府軍だったが、本道方面を狙う長州藩は、椎木の高台から仙台藩の急所、曹善堂の手薄な守りを見抜いていた。特に脆くなっているのは曹善堂と駒ヶ嶺の間の高台であり、長州藩1中隊は直ちに高台に向けて攻勢を開始する。長州藩の練度の高い攻撃は、磐城の戦いにおいて戦況を決する一撃となったが、この駒ヶ嶺でも同様に仙台藩は抗することもできず突破された。長州藩は高台を制圧し、東の駒ヶ嶺本陣を側面から直接攻撃を開始。仙台藩指揮官石田正親は予備隊を投入するなど駒ヶ嶺を守ろうとするが、混戦となったことから白兵戦に加わってきた新政府軍砲兵隊の攻撃を受けて次第に後退していく。特に先頭に立つ中村藩の誘導が的確であった。仙台藩は宇多郡駒ヶ嶺領主宮内長十郎の館を守るべく反撃を続けたが、黒木の戦いで奮戦した参謀の遠藤主悦は膝を打ち抜かれるなど怪我人、死傷者を多数出して退却を始める。新政府軍は宮内長十郎の館を占拠。仙台藩を追撃し、夕刻に戦略目標の新地へ到達した。
本道方面が破られたことは、仙台藩の敗北を意味する。海岸線では福岡藩と鳥取藩が駒ヶ嶺方面の火の手を見て、本道での勝利を知ったため再び今泉方面へ向けて出撃した。それを迎え撃つべき仙台藩兵は、駒ヶ嶺失陥に動揺して退路を断たれるのを恐れて退却したため、両藩は戦闘によらずして今泉までの進撃を果たし、守備兵を置いて原釜に戻った。菅谷方面では本道を制圧したことと、一向に旗巻峠から襲撃がないために広島藩兵が合流。新政府軍は新手を加えて菅谷第二陣地まで攻め上り、戦意を喪失した仙台藩兵の退却によって菅谷方面の戦いも終結した。

#### 戦いの後
本戦闘は砲撃から白兵戦に至るまでの激戦であり、新政府軍の死者は26名、怪我人は160名を数え、仙台藩の死者は32名、怪我人78名を数えた。新政府軍はとうとう仙台藩領に進出し、占領した駒ヶ嶺に兵力を集結させた。仙台藩はついに領内へ新政府軍を迎えることになり、大きく動揺する。これまで仙台藩の戦闘は他藩領での戦闘であり、退却を繰り返していたが、新政府軍のいる位置はもはや退くことのできない地点だった。特に新政府軍は徴兵制を始めたばかりであり、中村藩の農兵のような増援が予測できるだけに、一刻も早く総力をもって新政府軍を領内からたたき出す必要があった。だが、東北戦争に共通した特徴として仙台藩の戦略は鈍重であり、この戦闘において旗巻峠の部隊を動かすことができなかった。

## 第二次駒ヶ嶺攻防戦

### それぞれの戦略
駒ヶ嶺を失った仙台藩は駒ヶ嶺北の坂元に集結していたが、駒ヶ嶺を新政府の手から取り戻すべく、奪還のための出兵を軍議において決定する。旧幕軍の春日左衛門の指揮する陸軍隊6小隊も加わり、約3,000名となった仙台藩の戦力は3隊に分けられた。駒ヶ嶺、曹善堂、今泉を同時に攻めて新政府軍を釘付けにした上に、旗巻峠の鮎貝太郎平の兵を動かして駒ヶ嶺の後方から新政府軍拠点の相馬中村城へ攻め込むという戦略を意図していた。攻勢の開始は、部隊編成が整う16日と定められた。
新政府軍総督の四条は仙台追討総督の役目をもって仙台藩と交戦していたが、13日に大総督府から「奥羽追討平潟口総督」という新たな役目を受けた。これは仙台藩のみならず、奥羽越列藩同盟を戦略目標とする方針転換であった。大総督府はその役目を果たせるように全20回、総勢10,000名におよぶ大規模な兵力増強を決定したが、この時期はいずれも編成途中であり、新政府軍は現有戦力のまま仙台藩の攻勢を迎え撃つこととなった。

### 戦闘
16日、かねてからの予定通り仙台藩兵は坂元から駒ヶ嶺に向けて出陣した。3隊に分かれて前進する様子は駒ヶ嶺北の新地を哨戒する新政府軍の斥候の知る所となり、新政府軍もそれぞれ配置につく。この日、前線にいた部隊は熊本藩と久留米藩であり、駒ヶ嶺東、海側の藤崎には熊本藩が入り、久留米藩は駒ヶ嶺の陣で防御を固めた。しかし久留米藩の兵力では駒ヶ嶺の西の山側の地域に配置できず、駒ヶ嶺の西1kmから先には兵が配置されていなかった。
3隊にわかれた仙台藩のうち海側の部隊は、藤崎の熊本藩と交戦する。藤崎は低地であったため熊本藩は上からの射撃を受けたが、熊本藩は胸壁や樹木に隠れ、後方からの援軍を待つことにした。降り始めた雨によって火縄銃を中心とした仙台藩の火力が落ちたのも、熊本藩を落ち着かせることにつながった。一方、駒ヶ嶺の久留米藩は仙台藩の2部隊の襲撃を受けて苦境に陥っていた。仙台藩の山側の部隊が駒ヶ嶺よりに進路を変えたため、元から駒ヶ嶺を目指していた中央部隊とほぼ並列して前進。殺到した2部隊によって、久留米藩は一時陣地の保持が難しい状況となる。
仙台藩の先陣を行く西山権弥の隊は駒ヶ嶺の番所を抜き、外郭を制圧、火を放って久留米藩兵の一部が潰走を始めるなど駒ヶ嶺の奪取まであと一息の所まで迫ったが、折りしもの雨はこの頃には大雨となっていた。火勢はたちまちに弱まり、仙台藩の火縄銃、大砲を中心とした火力は激減。降雨の影響を受けない後装銃を用いた新政府軍はかろうじて陣地を維持した。
午後3時頃、到着した長州藩良城中隊、岩国藩精義隊中隊が援軍として久留米藩を支援。長州藩は駒ヶ嶺に増援に入り、岩国藩兵は西側を回って仙台藩の側面を突く動きをみせる。岩国藩の横撃は仙台藩の防戦に直面しながらも着実に仙台藩右翼を圧迫した。駒ヶ嶺は長州藩の到着によって盛り返し、仙台藩は二面に敵をもったことで動きが鈍る。そこへ新政府軍に鳥取藩兵2小隊が到着し、これを機に久留米藩、長州藩は攻勢に移ると、仙台藩は堪えきれずに潰走。駒ヶ嶺の北北西4.5kmの福田にまで追い立てられ、その日の軍事行動を断念した。
一方、参戦が期待された仙台藩の旗巻峠方面軍だったが、旗巻峠の鮎貝太郎平は派兵の要望を受けたものの、守兵1,200名を総動員しての攻撃には難色を示していた。結局、旗巻峠を守る役目を優先し、この戦闘に参戦させた兵力は細谷直英に率いさせた数小隊（兵数未詳、200以下?）だけであった。この鮎貝の判断に対して大山柏は「駒ヶ嶺方面に呼応して大軍を動かすべきなのに、義務を果たすためだけの少数の出兵を出した」と指摘している。
細谷の率いる部隊は旗巻峠の麓にある初野へ向けて軍を進めたが、旗巻からの攻撃に備えて配置された鳥取藩2小隊と相馬中村藩2小隊に遭遇、交戦を開始する。細谷は鴉組を率いたゲリラ戦で新政府軍を苦しめた経験がある戦巧者であり、初野に新政府軍を見つけるや、高地に登って上から攻撃した。新政府軍4小隊は一方的に射撃にさらされて初野を放棄。東に約700mに退いて高地に登り、再び仙台藩を迎撃しようとした。細谷は初野に火を放った後に再び新政府軍へ向けて前進。その攻勢に押され、鳥取藩、相馬中村藩とも一時は再度後退の瀬戸際に立たされる。しかし、新政府軍に鳥取藩の4小隊が増援が到着。8小隊と倍増した新政府軍は踏みとどまった。
更に、これに加えて初野の東にある黒木から広島藩が増援に到着したが、広島藩は急ぎのあまりそのまま平地に部隊を展開させたため、細谷はこれに攻撃を指示。広島藩の前進も阻まれて、新政府軍苦戦の戦況は変わらなかった。この予想外の苦戦に新政府軍は素早く対応する。津藩兵は駒ヶ嶺への増援のために北に進んでいたのだが、黒木の北に進み出たところで初野の細谷隊への攻撃命令が下り、転進。期せずして回り込む形で細谷隊の左側面に進み出て、一斉に射撃を浴びせかけた。細谷隊は不意をつかれ動揺、雨脚が強くなっていたことから反撃もままならず、結果、多数の死傷者を出しながら旗巻峠へと撤退していった。
この戦闘による戦死者は新政府軍が3名に対して仙台藩は38名。仙台藩が優勢に戦いを進める局面もあったが、仙台藩の火器は射程と殺傷力で劣るために新政府軍に接近して使用せねばならず、常に死傷者が続出した。また、新政府軍には蘭方医関寛斎を始めとした治療のための人員が随行していたため、戦傷からの死者をある程度抑えることができた。仙台藩の場合、戦傷者は後方の拠点仙台まで連れ帰って処置する必要があり、前線に張り付いたまま適切な治療を施されずに死亡する藩士もいた。

## 第三次駒ヶ嶺攻防戦

### 各勢力の配置
駒ヶ嶺への襲撃を退けた新政府軍は配置替えを行う。駒ヶ嶺東の海側の今泉には熊本藩に変わり津藩が入り、要の駒ヶ嶺には長州藩、駒ヶ嶺の西には福岡藩、更にその西方には中村藩兵と東西に広く陣地を形成し、その後方に残りの部隊が補助として入っていた。旗巻峠に対しては、麓の初野に鳥取藩5小隊が備えとして置かれ、注意を払っている。また、16日に津藩176名、19日に四国から大洲藩2小隊が加わったことでその数を増していた。
仙台藩は攻勢が失敗が終わったが、再度の攻撃を企図していた。作戦は先日と同じく3部隊に分かれて駒ヶ嶺を正面左右から圧迫し、旗巻峠からの攻撃も加えて新政府を潰走させようというものだった。仙台藩の兵力は前回の攻撃と変わりなく、攻撃の成功は旗巻峠からの増援と各隊の奮戦にかかっていた。

### 戦闘
20日、雨天の中を仙台藩3部隊が前進を開始する。仙台藩左翼、海側の部隊は鈴木直記、茂庭三郎に率いられて今泉北の釣師浜を通過、今泉の新政府軍へ向けて攻撃を開始した。今泉を守っていたのは津藩271名だったが、防衛線の広さと後背が沼地になっている地の不利もあって仙台藩兵に対して防戦一方となる。津藩の孤軍苦闘は続いたが、午後3時に増援されたばかりの大洲藩2小隊が到着。さらには西の駒ヶ嶺方面から長州藩が援軍を回したために一挙に新政府軍が優位となり、仙台藩兵は今泉の攻略を諦めて釣師浜へ向けて退却を始める。新政府軍は後退する仙台藩兵を追撃し散々に追いたて、釣師浜と今泉の中間にある大戸浜には駒ヶ嶺からの増援部隊が現れることで仙台藩は退路を遮断された上に挟撃を受けることになった。この際追い詰められた仙台藩松山隊の隊士27名が海に身を投げるという壮絶な最期を遂げている。(詳細は「仙台藩松山隊」を参照)。海側の仙台藩兵が受けたこの日の被害は壊滅的なものだった。
駒ヶ嶺へと向かった仙台藩の中央部隊は仙台藩兵と旧幕府の陸軍隊によって構成されていたが、仙台藩兵の特徴として有力重臣が兵を供出して軍を構成しているために指揮系統が煩雑であった。そのために駒ヶ嶺の北方に展開するにあたって手間取り、時間を空費した。一方、旧幕臣の春日左衛門率いる陸軍隊は統制がとれていたため、仙台藩を尻目に単独で前進。新政府軍の前哨陣地を一蹴すると、追走してきた仙台藩今井虎太郎の部隊と共に駒ヶ嶺本陣へ向けて攻撃を開始した。だが、この駒ヶ嶺本陣にこもっていたのは長州藩であり、新政府の戦力でもっとも精強な部隊であったために陸軍隊もその防御を崩せない。更に新政府軍に増援として岩国藩1中隊が加わって、その守りは万全となって陸軍隊と今井隊のみでは攻略が不可能となっていた。しかも仙台藩の後続の部隊は駒ヶ嶺西側の攻防に参加していた上、防戦一方となっていたために陸軍隊と今井隊への増援は見込めず、両隊は駒ヶ嶺の攻略を断念して退却した。
駒ヶ嶺西側の陣地で守備していたのは福岡藩だったが、仙台藩の中央部隊の大半が西側陣地攻略に動いており、大軍を相手にすることになった。福岡藩は奮戦し、かろうじて戦線を維持しながら周囲の部隊へ援軍を要請。すぐさま長州藩の一部と広島藩が来援し、仙台藩兵を撃退した。仙台藩兵を退けると、長州藩と広島藩の部隊はその陣地に留まることなく移動を続け、さらに仙台藩兵の横に出て側面への攻勢に移る。仙台藩は駒ヶ嶺本陣に向かわせる予定だった後発5小隊も西側に回したが、新政府軍の攻勢を抑えることはできず、押されるがままに東へと後退を始める。仙台藩兵は新地まで押し返されるともはや北方へ退却するしかなかった。この際、新政府軍の1部隊が海岸線の部隊の援護に向かい、大戸浜にあらわれて海岸線部隊を壊滅させた。
仙台藩の西側の部隊は伊達勝三郎、金須内蔵之丞に率いられ、曹善堂方面に攻勢をしかけた。新政府軍で守りについていたのは福岡藩と中村藩であり、少数で広範囲に散開して偵察にあたる中村藩の背後には熊本藩が詰めていた。接敵した中村藩は熊本藩への援軍を求め、熊本藩も支援のためにすぐさま相馬中村藩へ援護に向かう。しかし、仙台藩は相馬中村藩ではなく、福岡藩方面へ兵力を傾けていたために中村藩兵のみで撃退が可能であり、中村藩の要望により福岡藩方面へ熊本藩兵は転進。仙台藩の右側面に突き刺さると仙台藩兵の戦意は衰え、午後4時には北東へ逃走した。熊本藩と中村藩の両藩はさらに中央の駒ヶ嶺への支援のために移動を開始するが、その頃には駒ヶ嶺の仙台藩兵はすでに敗走中であり、曹善堂方面の新政府軍はこれ以上の戦闘をすることなく引き上げた。
旗巻峠の仙台藩守将の鮎貝は、駒ヶ嶺の部隊から強く要望されたにもかかわらず、派遣した部隊は2小隊のみだった。旗巻峠にはアームストロング砲が備わっていたが、これは仙台藩の洋化部隊である額兵隊から無理をいって借り出したものであった。仙台藩は旗巻峠から砲撃しつつ、2小隊を曹善堂方面に進出させるが、歩兵攻撃と連動するなどの効果的な運用をまるで行わなかったため成果はない。派遣された2小隊は佐藤宮内率いる部隊が鳥取藩兵を後退させるなど奮戦するものの弾薬も尽き果て、旗巻峠に引き返すしかなかった。こうして、第三次駒ヶ嶺攻防戦はいずれの局面も仙台藩の敗北に終わった。この戦いでの戦死者は新政府軍が12名を数えたのに対して、仙台藩は98名にもおよんだ。これには海岸側で逃げ場なく挟撃され、海に飛び込むしかなかった仙台藩兵の溺死も含む。

## 戦後の経過

### 小康状態
2度挑みながら、損害のみを得て撤退せざるをえなかった仙台藩では降伏論が持ち上がり、藩論に不一致が目立つようになってきた。降伏を支持する声にしても、列藩同盟の盟主としての義務と雄藩としての矜持、軍備の整った額兵隊の存在と、20日に品川から仙台を目指して出航した榎本艦隊の存在により、主戦派と明確に対峙できるだけの数にはならず、主に藩主伊達慶邦への働きかけにとどまっていた。なお、この間に下手渡藩の背信行為が発覚し、8月14日に下手渡に兵を送って陣屋を焼き払っている。しかし、その直後に下手渡に到着した柳河藩・徳島藩などの新政府側の援軍との戦闘に敗れて、25日には下手渡から撤退した。
一方、新政府軍では前線の板垣退助と大村益次郎との方針を巡る論争が決着し、板垣らの希望通りに二本松城から山道を進んで会津藩を攻める母成峠の戦いが21日から始まっていた。これにより、白河口方面の新政府軍はほとんどが会津へと向かい、福島藩から北上して四条軍と共に仙台藩にあたる見込みは完全になくなった。四条軍は駒ヶ嶺を制圧したとはいえ、広大な仙台藩領を抑えるには寡兵であり、後方から続々と来援中の部隊を待つことにした。そのため旗巻峠の戦いが起こる9月10日まで、双方大規模な軍事行動は起こしていない。

### 仙台藩の和睦論
仙台藩の首脳は奥羽越列藩同盟結成の契機となった世良修蔵の暗殺を機に主戦派が多くを占めるようになっていたが、敗北が重なるにつれて降伏恭順派が息を吹き返し、仙台藩内に多くの知行地を持つ一門から次第に降伏を求める声も出始めていた。特に強硬に和睦、恭順を主張して中央を追われた遠藤允信は直垂をまとって毎日のように慶邦の元を訪れて降伏を進言、主戦派の松本要人らはその遠藤の動きに憤りを覚え、恭順派への攻撃を思案していた。
一方、直接交戦して戦いに身をおく者同士でも和平を模索する動きがあった。中村藩は藩成立以来、仙台藩とは対立してきた間柄だったが、この戦争では新政府軍との交戦、新政府軍に属してからの仙台藩との交戦で多くの兵を失っており、農民の徴兵と物資の徴発によって藩は疲弊しきっていた。24日に中村藩家老の佐藤勘兵衛は縁戚であり、仙台藩の中で奮戦する小斎領主の佐藤宮内に降伏を勧める手紙を届ける。白河口、旗巻峠と常に最前線で戦闘を続けてきた佐藤宮内は戦況の不利であることと、地元の民衆からも戦争を忌避されて兵糧の調達さえ困難であることは承知していたため、隣接する亘理郡領主で仙台藩一門の重鎮伊達邦成（藤五郎）に恭順降伏を説き、伊達成実の末裔として主戦派を自負してきた藤五郎もそれ以後は恭順降伏派に回る。

### 仙台藩の和戦協議
26日、米沢藩から使者として木滑要人、堀尾保助両名が訪れる。両名は「米沢藩は降伏に動いており、本領安堵を含む寛大な処置があるだろう」と仙台藩にも恭順降伏を勧めた。米沢藩は仙台藩と並ぶ奥羽越列藩同盟の盟主格であり、降伏派は一時勢いづいた。だが同日、仙台湾に榎本武揚の艦隊が入港したことで主戦派はたちまち降伏派を封じ込める。
榎本艦隊の来援は仙台藩にとって待望の戦力であったが、期待に反し、実際の所仙台湾東名浜に入った榎本艦隊は台風によってひどく損傷していた。品川出航時は開陽をはじめとする4隻の軍艦と4隻の輸送艦に2,000名の兵士が乗り込んでいたが、銚子沖で遭遇した台風によって輸送艦1隻が沈没し、もう1隻は漂流の上に新政府に拿捕されていた。他の艦船も同様の被害を受けており、旗艦開陽にしても舵が壊れ、転覆の危機を乗り越えてようやく到着する有様だった。また、強力な海軍の存在は新政府軍の平潟上陸直後なら戦略的に活用できたが、陸路の輸送経路が確立された今来援しても、新政府にとってそれほどの脅威とはならなかった。
それでも、榎本を始め土方歳三、渋沢成一郎、フランス士官ジュール・ブリュネらの到着は仙台藩を勇気付け、主戦派は勢いづく。折りしも、額兵隊の軍備も整った上、江戸から松倉良輔がライフル銃1,500挺、ミエニー銃1,375挺の調達に成功。ようやく兵装も整いつつあり、榎本らを交えて軍議が開かれることになった。しかし、軍議は榎本らと松本要人ら主戦派が決戦を主張するのに対し、藤五郎を始めとした一門重鎮らは揃って降伏を主張したことで物別れとなる。9月4日に米沢藩が降伏したことから恭順降伏論はようやく勢いを得て、3日間に渡って両者は慶邦の前で論争したが双方譲らず結論には至らなかった。業を煮やした降伏派の遠藤は帰宅中の松本を狙う刺客を送ったが、松本が城内に留まったためにこれを逃れた一幕もあった。仙台藩は包囲された会津を救うことも、自ら降伏もできないまま、10日の旗巻峠の戦いを迎えることになる。
一方、新政府軍には続々と援軍が到着していた。8月22日には館林藩兵220名、9月3日には御親兵第三大隊250名と佐倉藩兵285名、6日には福岡藩第二陣144名。更に多数の増援が予定されていたが、四条総督らはこれで十分と判断。仙台藩攻略を目指すことにしたが、旗巻峠西の福島藩は列藩同盟側に健在であり、後顧の憂いを断つために1,200名が篭る旗巻峠へ兵を送ることを決定した。

## 旗巻峠の戦い

### 戦略
新政府軍は兵を3隊に分けて旗巻峠に攻め込む戦略を立てた。右に長州藩2中隊と中村藩1小隊を配し、本道を進む中央には館林藩220名と中村藩1小隊、左の部隊には鳥取藩6小隊と砲兵、御親兵、広島藩、相馬藩1小隊を配した。右部隊は長州藩の戦闘力で旗巻峠北東の陣地2ヶ所を攻略させ、中央は旗巻峠の出撃を押さえ、大兵力となる左の部隊は旗巻峠の南にある羽黒山に向かわせ、稜線を伝って高低の不利なく旗巻峠に攻め込む作戦だった。
旗巻峠の仙台藩兵は16小隊であり、前述のアームストロング砲に加え、ようやく後装銃が揃いつつあった。また、陣地は本道に幾重にも張られ、左右の山頂にも側面を押さえる陣地を構築して守備にあたっていた。

### 戦闘
10日、新政府軍右翼を担う長州藩2中隊は二手に別れ、長州藩良城隊（民兵部隊）は単独で旗巻北東の敵陣地を目指し、残る長州3番隊と中村藩1小隊は北に迂回して旗巻峠の北口を目指した。北東陣地を目指した良城隊は哨戒する仙台藩兵を蹴散らして前進するが、そのために居場所を察知されて高地からの射撃を集中された。仙台藩の装備もこの時点になると整い、戦術も戦闘経験から学んでいたために良城隊は前進できず、山中に隠れて迂回する選択肢をとった。だが安全のために大きく迂回したため、気がついたときには旗巻峠の北東陣地のはるか北方の大内村（旗巻峠の北北西4km）にまで達していた。長州3番隊と中村藩1小隊は標高200mの山頂にある旗巻峠北口の陣地を目指していたが、山頂からの仙台藩の銃撃が激しく、歴戦の長州藩であっても進むことはできなかった。
中央本道を進んでいた館林藩220名と中村藩1小隊も仙台藩の激しい抵抗の前に立ち往生していた。砲撃の援護を受けて両側の高地回りこもうとするものの、特に正面の守りだけに強固であり、一向に効果的な攻撃をできずにいた。
二方面で優位に戦いを進めていた仙台藩兵だったが、そのために注意は北と東にひきつけられていた。この隙に左翼の大軍、鳥取藩6小隊と砲兵、御親兵、広島藩、相馬藩1小隊は南に回って羽黒山の山頂に上っていた。羽黒山から旗巻峠は北へ2km。しかも稜線の上を行くために標高差も少なく、その行軍を妨げるものはなかった。左翼隊は北へ前進を始めると仙台藩は戦力を北と北東にとられていたこともあって、南側の山頂陣地を抗戦もできずに奪われる。仙台藩は突然山頂を埋めた新政府軍に驚きながら戦力の配置転換を実行しようとするが、左翼隊の素早い寄せはその隙を与えなかった。新政府軍は一斉に旗巻峠陣地になだれ込み、午前11時、仙台藩は総崩れで敗走を始める。仙台藩兵は北西にある阿武隈川沿いの金山へと逃げ込み、旗巻峠を占拠した新政府軍は西の青葉と北西の大内村を押さえ、そこではぐれていた長州藩良城隊と合流する。
この日の両軍の損害は、新政府軍が戦死者7名に対し、仙台藩は戦死者46名。仙台藩最後の戦没者であった。

## 仙台藩の降伏
戦闘前日の9日の時点で宇和島藩の使者が五軒茶屋を訪れ、仙台藩の使者石母田但馬と面談していた。石母田は和睦の可否について使者の意見を聞いたが、使者は降伏謝罪の形でなければならないと朝敵としての処し方を迫った。10日、仙台藩で再度の評議が開かれ、抗戦論者の松本は降伏は問題外と主張するが、これまで抗戦論であった家老らも既に降伏論へと日ごとに変じており、石田正親、遠藤主悦らはこの日、明確に降伏を主張した。それでも夕暮れまで意見の対立は続いたが、その頃には旗巻峠の失陥の報が入り、仙台藩の抗戦論に冷水を浴びせた。
宇和島藩の使者に降伏を促されたことで、石母田も降伏を迫るが、松本も頑としてこれを譲らない。ついに藩主慶邦の判断で全てを決することとし、藩主の元へと家臣団は向かった。慶邦は病身となり奥に臥せっていたが、火急のことと家老らが判断を仰ぐとついに慶邦は降伏を決断。仙台藩の戊辰戦争はこれをもって終了し、15日に正式に新政府から降伏を了承される。
仙台藩は降伏後、降伏論を早くから唱えていた遠藤允信、大条孫三郎を家老にし、抗戦派の家老は総退陣した。仙台藩の降伏を知った榎本、土方らは意見を翻すよう登城して家老らを説得するが、既に遠藤らによって固められた仙台藩首脳はこれを無視。榎本らは仙台藩に見切りをつけ、かねてから希望する蝦夷共和国建国へ向けて出航の準備を始める。仙台藩は戦闘を止めるため、慶邦自ら筆をとって各地に使者を送り藩士を説得した。新政府には13日に降伏の正使を送り、15日に中村城で総督府側の使者榊原仙蔵に降伏謝罪書を渡した。慶邦は「指揮不行届による開戦」を詫びた。河田は17日、降伏謝罪書受領の報告と仙台城の没収を通告し、慶邦らには謹慎を命じた。
この一連の流れに、不満を爆発させたのは出撃命令を待ちわびていた額兵隊の星恂太郎であり、15日、最後の一戦をすべく部隊を率いて駒ヶ嶺へ向かおうとしていた。この動きに驚き慌てたのは降伏派の面々であり、精鋭部隊の額兵隊を止める兵力も持たないために慶邦父子を説得、岩沼まで慶邦を走らせ説得させた。星は元から、戊辰戦争の開戦前に装備と戦術の不備を指摘していた人物だけに補給なく単独で戦闘することの無謀さをわきまえており、すぐにその説得を受け入れ、旧来の通り任務に戻って兵を訓練する日々を送った。だが、一方では自分についてこられる人員を選抜し、250人の兵員とともに出航する榎本艦隊に参加。後の箱館戦争において存分の活躍をみせた。
東北を舞台にした戊辰戦争は米沢藩に続く盟主格の仙台藩の降伏によって列藩同盟の敗北は決定的となり、22日の会津藩の降伏をもって同盟は消滅する。

### 戦後処理
仙台藩は62万石から28万石に大幅に減封された。抗戦を支持した家老6名のうち2名が処刑、さらに2名が切腹させられた。仙台藩の財政は壊滅状態に陥る。また、降伏後に家老となった遠藤らは、かつて自分を閉職に追いやった抗戦派への攻撃を開始し、粛清や追放によって玉虫左太夫ら数多くの有為の人材が失われることになった。